# Rambertino Buvalelli
Rambertino di Guido Buvalelli (Bologna, 1170/1180 – settembre 1221) è stato un poeta, magistrato, politico e diplomatico italiano, primo dei podestà-trovatori lombardi del XIII secolo.
Ricoprì la carica di podestà in varie città come Brescia, Milano, Parma, Mantova, Genova e Verona. Sono giunte fino a noi dieci delle sue poesie in occitano, nessuna delle quali però conserva la musica di accompagnamento. Viene generalmente considerato il primo trovatore originario dell'Italia, anche se in effetti Cossezen e Peire de la Caravana potrebbero averlo preceduto.

## Carriera politica

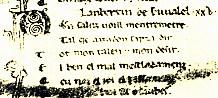
D'un saluz uoill m'entremetre by Rambertino Buvalelli.

Rambertino in gioventù studiò diritto all'Università di Bologna e, non molto tempo dopo entrò a far parte della corte della famiglia d'Este. Lì conobbe Beatrice d'Este, la cui figura in seguito celebrò in tutte le sue poesie. Fu preso sotto la protezione di Azzo VI d'Este e strinse forti legami con il partito dei Guelfi. Compare per la prima volta come podestà di Brescia nel 1201, quando gli Annales Brixienses registrano che "receptus est Rembertinus potestas" (It. "Rambertino viene accettato come podestà"). In quell'anno riuscì a concludere la pace con le città di Cremona, Bergamo e Mantova. Nel 1203, terminato il proprio incarico a Brescia, si trasferì nuovamente a Bologna dove lavorò come procuratore. I cinque anni successivi della sua vita rimangono piuttosto oscuri, ma si sa che nel 1208 diventò podestà di Milano. Compare in alcuni documenti del milanese come Lambertinus Bonarelus e Lambertinus de Bonarellis, ma non ci sono dubbi tra gli storici sul fatto che tali nomi si riferiscano proprio al trovatore.
Nel 1209 tornò a Bologna dove ottiene la carica di console di giustizia. Nel 1212 iniziò a lavorare come ambasciatore a Modena per conto del Cardinale-Legato pontificio di Papa Innocenzo IV Ugo di Sessa, che presto sarebbe diventato vescovo di Vercelli, ma entro maggio fece rientro a Bologna ancora una volta. Un Buvalello fu nuovamente procuratore di Bologna nel 1212, però è una leggenda che Rambertino in quell'anno sia stato coinvolto in una disputa legale legata alla sambuca nell'ambito delle schermaglie tra Bologna e Pistoia. Nel 1213 diventò podestà di Parma. Nel 1214 riprese l'incarico di console a Bologna e giurò di sostenere la Lega tra Bologna e Reggio Emilia. Tra il 1215 e il 1216 fu podestà di Mantova. Nel 1217 venne eletto podestà di Modena
Nel 1218 Rambertino fu nominato podestà di Genova, carica che mantenne per tre anni fino al 1220. Fu probabilmente nel corso di quei tre anni che egli introdusse in città la poesia lirica occitana, che in seguito si sviluppò in un ricco movimento culturale.
Nel 1221 gli venne nuovamente offerta la carica di podestà di Modena, ma la rifiutò a causa di un'ingiunzione papale da parte di Onorio III. In quello stesso anno fu nominato podestà di Verona, carica che accettò, per morire però nel mese di settembre. Sulla sua lapide c'è l'iscrizione: MCCXXI. Hoc de mense septembris obit dominus Lambertus Buvalelli potestas Verone.

## Poetica
Rambertino probabilmente apprese l'occitano leggendo delle raccolte poetiche, i cosiddetti canzonieri, più che attraverso contatti con altri trovatori. La sua produzione poetica, quantitativamente modesta, rivela una certa abilità tecnica e si serve di schemi metrici piuttosto complessi e di allitterazioni. La sua perizia tecnica è molto evidente e il linguaggio usato si presenta privo di corruzioni dovute ad italianismi. Dato che si tratta di uno dei primi trovatori italiani forse non è sorprendente che si soffermi sul tema dell'amor cortese ed abbia scritto soltanto delle canso. Entrò in contatto con altri trovatori, in particolare con Elias Cairel, al quale chiese di portare a Beatrice alla corte d'Este la poesia Toz m'era de chantar gequiz una volta ultimata. Forse è stata l'abilità di Rambertino a cantare d'amore che spinse Peire Raimon de Tolosa a dedicargli il suo De fin'amor son tuit mei pessamen, che è stato descritto come "una delle migliori descrizioni dell'amor cortese" .

## Opere
Questo l'elenco delle poesie di Rambertino sopravvissute ordinate alfabeticamente:
- Al cor m'estai l'amoros desirers
- D'un salut me voill entremetre
- Er quant florisson li verger
- Eu sai la flor plus bella d'autra flor
- Ges de chantar nom voill gequir
- Mout chantera de ioi e voluntiers
- Pois vei quel temps s'aserena
- S'a mon Restaur pognes plazer
- Seigner, scel qi la putia
- Toz m'era de chantar gequiz